# Antoine de Chabannes

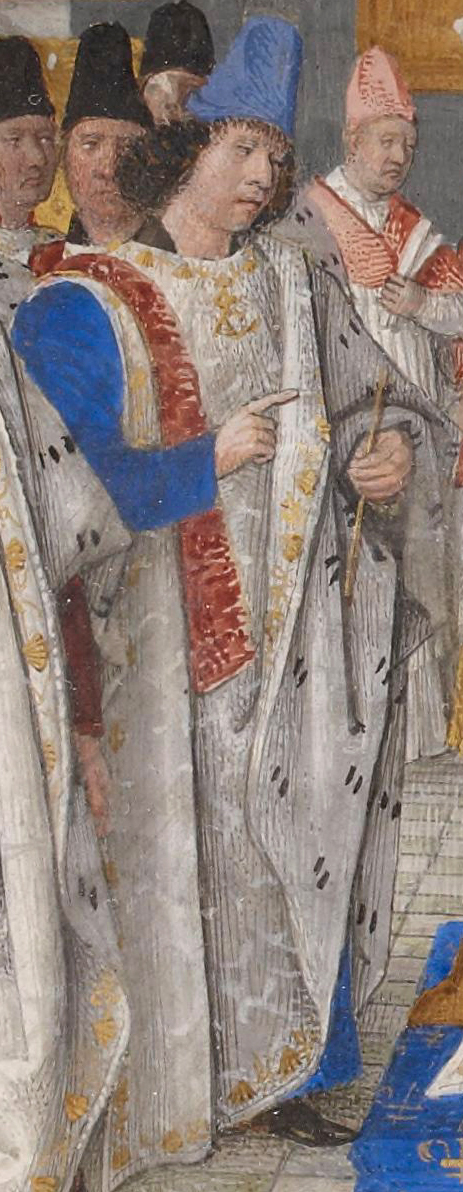
Ein Chevalier des Ordre du Saint-Michel, vermutlich Antoine de Chabannes, Detail des Frontispiz aus dem Exemplar der Statuts de l’ordre de Saint-Michel Ludwigs XI., Jean Fouquet, ca. 1469/70, Bibliothèque nationale de France

Antoine de Chabannes (* 1408 in Saint-Exupéry-les-Roches; † 25. Dezember 1488 in Paris) war ein französischer Militär im Dienst der Könige Karl VII., Ludwig XI. und Karl VIII. Er war Graf von Dammartin aus dem Recht seiner Ehefrau.

## Biographie

### Bescheidene Ursprünge
Antoine de Chabannes war der jüngste von drei Söhnen Robert de Chabannes’, Seigneur de Charlus-le-Pailloux († 1415 in der Schlacht von Azincourt), und Alix de Bort, Dame de Peyrefitte, er war beim Tod seines Vaters sieben Jahre alt. Robert de Chabannes war ein Ritter, der wegen seiner Tapferkeit berühmt war und wiederholt in den Werken von Enguerrand de Monstrelet und Jean Juvénal des Ursins genannt wird. Der Seigneur de Charlus machte am 17. August 1410 sein Testament, in dem er seinen ältesten Sohn Étienne de Chabannes zum Universalerben einsetzte. Étienne starb im Rang eines Kapitäns in der Schlacht von Cravant am 30. Juli 1423. Nach den Bestimmungen des Testaments sollte der größte Teil des Familienerbes an Jacques I. de Chabannes, den zweiten Sohn gehen, falls der älteste Sohn ohne Erben bliebe.
Die Vormundschaft über den jungen Antoine scheint Jacques übernommen zu haben, der ihm die Grundlagen einer militärischen Ausbildung zukommen ließ. Infolgedessen war eine starke emotionale Bindung zwischen den beiden Brüder untrennbar mit ihrer militärischen Laufbahn verbunden. Als Ritter, der ohne Vermögen und ohne Rang geboren wurde, stand er sein ganzes Leben unter dem Drang, Titel zu erwerben und einen Grundbesitz aufzubauen, der seines Rangs würdig war. Diese materielle Notwendigkeit prägte sein ganzes Leben im königlichen Dienst und war oft den politischen Intrigen ausgesetzt. Nach einer schwierigen Zeit in Ungnade wurde er die graue Eminenz Ludwigs XI., genannt l’universal arragne („die universelle Spinne“), und als Großmeister von Frankreich einer der letzten großen Feudalherren und eine gefürchtete Zentralfigur der Monarchie.

### Der Waffengefährte Jeanne d’Arcs
Angefangen hat er als Schildknappe (Écuyer) des Vicomte de Ventadour, eines Verwandten, und von Étienne de Vignolles, genannt La Hire. Seine erste Schlacht erlebte er als 15-Jähriger mit der Schlacht von Cravant an der Seite seines Bruders Étienne, der an diesem Tag fiel. Im Jahr darauf findet man Antoine erneut an der Seite La Hires sowie von Jean Poton de Xaintrailles in der Schlacht von Verneuil (17. August 1424), in der er in englische Gefangenschaft geriet. Aufgrund seiner Jugend wurde er ohne Lösegeld von John of Lancaster, 1. Duke of Bedford freigelassen und an Jacques de Chabannes zurückgeschickt. Kurz danach trat er in den Dienst des Herzogs Charles I. de Bourbon.
Am Beginn der Belagerung von Orléans 1428 unternahm der junge, erst 20 Jahre alte Antoine de Chabannes einige Streifzüge durch die Beauce, wo er auf englische Truppen traf, die ihn verhafteten und in der Burg Dourdan einsperrten. Mit Hilfe von Simon Morhier, Prévôt de Paris, gelang es Antoine, die Unaufmerksamkeit seiner Gefängniswärter zur Flucht zu nutzen.
Nach einer erneuten Gefangennahme und Freilassung zeichnete er sich bei der Belagerung von Orléans als Waffengefährte Jeanne d’Arcs aus und nahm in der Folge an zahlreichen Kämpfen teil: Jargeau, Patay, Compiègne (mit der Gefangennahme Jeanne d’Arcs) und Précy-sur-Oise.
Danach verließ er die reguläre Armee und schloss sich den Écorcheurs an, eine der Grandes Compagnies, bei der er zu einem der Anführer aufstieg. Diebstahl und Plünderung waren das gemeinsame Ziel dieser gefürchteten Männer, sie verwüsteten Burgund, die Champagne und Lothringen. Seine Hochzeit in Creil am 20. September 1439 mit Marguerite de Nanteuil, Gräfin von Dammartin, bedeutete auch sein Ende bei den Écorcheurs.

### Favorit im Dienst Karls VII.
Antoine de Chabannes trat nun in den Dienst des Königs Karl VII., dem er 1440 die Praguerie verriet, eine Verschwörung gegen Karl, an der auch dessen Sohn und Erbe, der spätere Ludwig XI. beteiligt war. 1449 verlieh Karl VII. ihm die Würde des Großbrotmeisters von Frankreich. Antoine nahm am Prozess gegen den 1451 verhafteten Jacques Cœur teil und profitierte erheblich von der Aufteilung dessen Güter, da er einen Großteil der Puisaye und das Schloss Saint-Fargeau erhielt.
Die Thronbesteigung Ludwigs XI. 1461 war der erste Bruch in der Karriere Antoine de Chabannes’. Der König, der die Rolle von Chabannes in der Praguerie-Affäre nicht vergessen hatte, verklagte den ehemaligen Diener seines Vaters, dessen Eigentum beschlagnahmt und der selbst nach Rhodos verbannt wurde. Dieses Exil dauerte jedoch nicht lange, da er mit Hilfe von Komplizen entkam und sich seiner früheren Domäne wieder bemächtigte, indem er den wahren Besitzer Geoffroy Cœur, den Sohn von Jacques Cœur, vertrieb. De Chabannes schloss sich danach der, dem Monarchen feindlich gesinnten Ligue du Bien public an, in der Überzeugung, dass die Strenge des Königs ihm gegenüber nicht nachlassen würde. Ludwig XI. schloss mit der Liga am 5. Oktober 1465 den Vertrag von Conflans, der vom König und Chabannes unterzeichnet wurde. 1467 ernannte Ludwig XI. Antoine de Chabannes zum Großmeister von Frankreich und gab ihm seine Güter zurück. Zudem nahm der König ihn mit Patentbrief vom 1. August 1469 als einen den ersten in den Ordre de Saint-Michel auf. 1472 nahm er an der Belagerung von Beauvais gegen Karl den Kühnen teil.
Gegen Ende der Herrschaft Ludwigs XI. fiel er erneut in Ungnade, aber die Thronbesteigung Karls VIII. (1483) gestattete ihm, seinen Platz in der Umgebung des Königs wieder einzunehmen. 1485 wurde er zum Gouverneur von Paris ernannt. Er starb am Weihnachtstag 1488 in seinem Hôtel de Beautreillis in der Rue Saint-Antoine.

## Ehe und Familie
Antoine de Chabannes heiratete am 20. September 1439 in Creil Marguerite de Nanteuil († 13. Oktober 1475), Comtesse de Dammartin, Tochter von Renaud de Nanteuil, Seigneur d’Acy, und Marie de Fayel, Comtesse de Dammartin, die wiederum eine Tochter von Guillaume de Fayel, Vicomte de Breteuil, und Marguerite de Châtillon, Comtesse de Dammartin, war. Ihre Kinder sind:
- Jean de Chabannes (1462–1503), Comte de Dammartin, Seigneur de Saint-Fargeau et de Blancafort; ⚭ (1) Marguerite bâtarde d’Anjou, uneheliche Tochter von Nikolaus I., Herzog von Lothringen (Haus Valois-Anjou); ⚭ (2) um 1490 Suzanne de Bourbon (1466–1531), Comtesse de Roussillon et Dame de Montpensier, Tochter von Louis de Bourbon, Comte de Roussillon en Dauphiné (Bourbonen)
- Jeanne de Chabannes; ⚭ (1) Marquis de Beaufort (Haus Rogier de Beaufort); ⚭ (2) Jacques d’Apchier (1452–1524), Baron d’Apchier
- Jacqueline de Chabannes, Dame d’Onzain; ⚭ 12. April 1469 Jean Vicomte de Polignac († 1500) (Haus Chalençon)
- Anne

Darüber hinaus hatte er eine uneheliche Tochter von einer unbekannten Frau: Hélène de Chabannes († 1513), Dame d’Avrigny; ⚭ 1490 Jacques de Veilhan, Seigneur de Chassin.